# Manuel Rodríguez Lozano
Manuel Antonio Rodríguez Lozano (Ciudad de México, México; 4 de diciembre de 1891 - Ciudad de México; 27 de marzo de 1971) fue un pintor mexicano miembro del grupo Los Contemporáneos cuya obra, difícil de clasificar en una sola escuela o con un solo término, abarcó diversos estilos y temas (muralismo, fauvismo, artista amante de lo mexicano, autor también de obras de pintura dramática, en ocasiones con una estética centrada en el dolor, la miseria y la desolación) y se centró, en general, en alusiones metafísicas de corte neoclásico.

## Primeros años: estancia en Europa
Manuel Rodríguez Lozano era hijo de Manuel Rodríguez y de Sara Lozano. Inició una educación militar en el Heroico Colegio Militar y desarrolló, después, una carrera diplomática. En España conoció a Carmen Mondragón, hija del general Manuel Mondragón, y contrajo matrimonio con ella el 13 de agosto de 1913. Respecto a lo ocurrido en la vida de Rodríguez Lozano entre esa fecha y su retorno a México (1921) no hay aún mucha información. No hay, por ejemplo, obras que documenten sus inicios artísticos. Ambos viajaron a París, donde entraron en contacto con el vanguardismo francés y conocieron a Henri Matisse, Georges Braque, Pablo Picasso, André Lhote, André Salmon y a Jean Cassou, entre otros. Más adelante fueron a San Sebastián, España, donde ambos aprendieron a pintar de manera autodidacta. Durante su estancia de siete años en Europa falleció el único hijo que tuvieron. Como ya se mencionó, muy poco se sabe de esa época de su vida, por lo que sólo se puede especular sobre los motivos de su separación: es posible, pero no probable, que la muerte de su hijo haya sido la causa de su separación, aunque también es posible, pero no probable, que la bisexualidad de Rodríguez Lozano haya contribuido. No se sabe si se divorciaron legalmente.

### Regreso a México
En 1921, en la década previa a la renovación de la pintura en México, ambos regresaron a su país natal, donde ella conoció a Gerardo Murillo, el doctor Atl, quien la bautizó con el nombre náhuatl Nahui Ollin.
Por su parte, Manuel Rodríguez Lozano se mudó a Chapultepec, siguió pintando y tuvo una relación amorosa intensa con Abraham Ángel, joven artista que lo había introducido a diversos nuevos estilos. Rodríguez Lozano no era uno de estos artistas, quienes eran promovidos por el entonces secretario de Educación, José Vasconcelos. En 1923, Roberto Montenegro hizo lo necesario para que Rodríguez Lozano conociera a Francisco Sergio Iturbe, quien se volvió su mecenas y se convirtió en fuente de inspiración para sus obras Los tableros de la muerte, conocidas en conjunto como la serie Santa Ana muerta.

### Primeras exposiciones y Antonieta Rivas Mercado
Durante 1924 Rodríguez Lozano fue jefe del departamento de arte de educación primaria en la Ciudad de México, y reformó los métodos de Adolfo Best Maugard. Junto con Abraham Ángel y Julio Castellanos, visitó varios sitios culturales de Argentina. Después de regresar a México, Abraham Ángel se quitó la vida. Junto con algunos de sus alumnos, Rodríguez Lozano regresó a París, donde exhibió algunas de sus obras y también las de los niños. En 1927, de regreso en México, conoció a Antonieta Rivas Mercado, quien fue su mecenas y se enamoró de él  pero a quien él no le correspondió.

## Su obra

### Como dibujante
Rodríguez Lozano se distinguió desde un principio por su excelente habilidad para el dibujo. Y, no obstante sus conocimientos, su destreza y finura, sus obras entre 1922 y 1929 se apartaron del clasicismo y de la tradición naturalista; su expresión es fuerte, dura, libre y popular. Sus visiones son certeras, profundas; el color es restringido, pero aún rico; la nostalgia, la tristeza, la vida taciturna en ambientes que carecen de elementos fácilmente decorativos o pintorescos es lo que hace original su pintura. Jamás acumula formas, motivos o símbolos. Como buen clasicista, dice lo que quiere decir con una figura o dos, con unos cuantos planos y colores.

### Contribuciones a la escenografía
Junto con otros artistas notables e intelectuales participó después de 1927 en el Teatro Ulises, que fundó con Antonieta Rivas Mercado y en donde pintó escenografías.

### Exposiciones individuales y colectivas
También se presentó en muestras colectivas al lado de Julio Castellanos, Rufino Tamayo y Agustín Lazo. Continuó por un año más sus estudios en Francia, en 1931. Entre 1932 y 1940 fundó y organizó "La paloma azul", un grupo de ballet con bailarines tan célebres como Ana Mérida y Anna Sokolow. En 1940 fue nombrado director de la Escuela Nacional de las Artes de la Universidad Nacional Autónoma de México. En esa época entró en contacto con artistas famosos y escribió para varias revistas y publicaciones.
En 1968 presentó una muestra retrospectiva con sus mejores obras.

### Homosexualidad y encarcelamiento: el muralLa piedad en el desierto

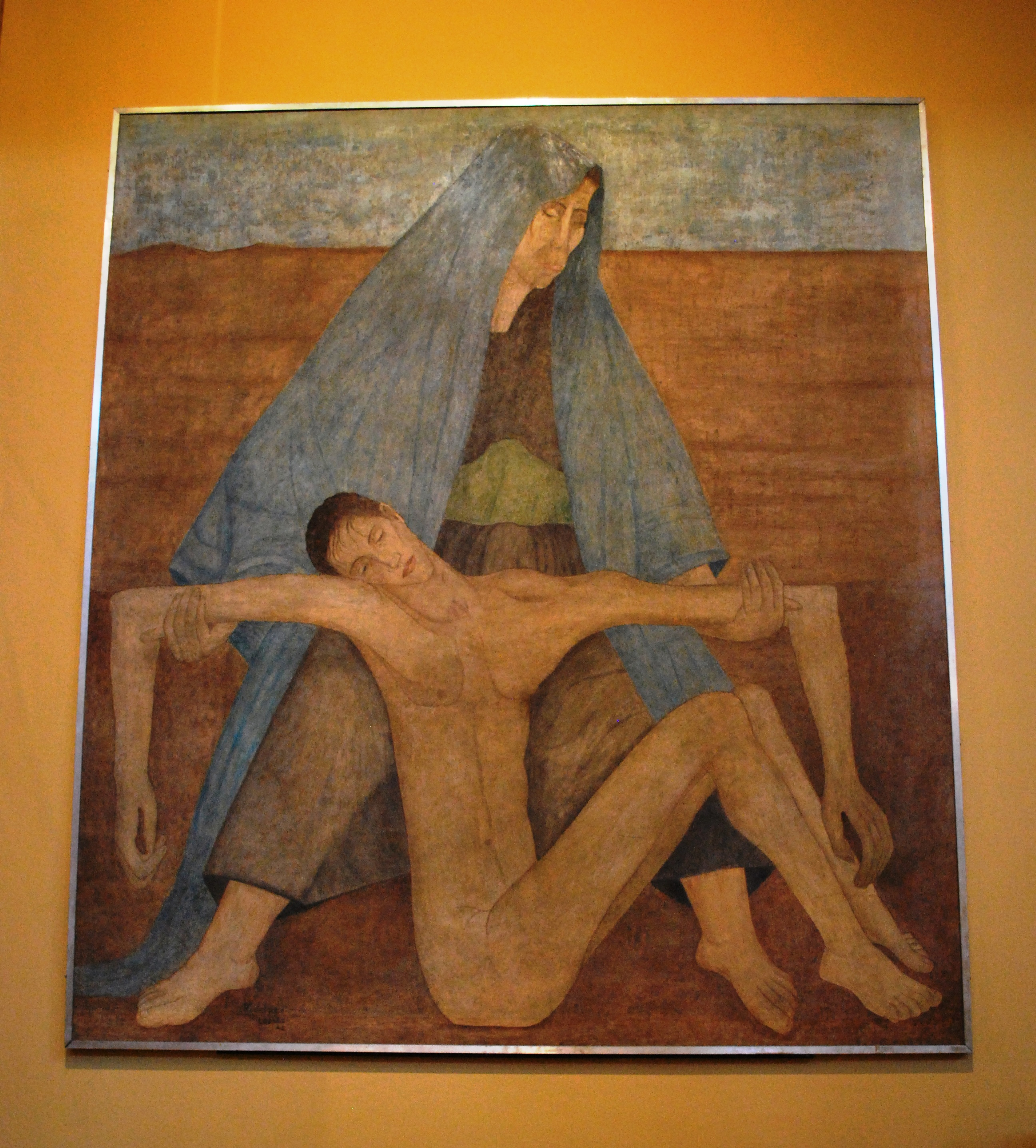
Mural La piedad en el desierto (1942-1966), de Manuel Rodríguez Lozano (Museo del Palacio de Bellas Artes)

Rodríguez Lozano no ocultó nunca su homosexualidad; su oficina estaba tapizada con imágenes de sus novios. En agosto de 1941, grabados de Alberto Durero y de Guido Reni fueron sustraídos, durante una trifulca, de la Escuela Nacional de Bellas Artes, lo que probablemente fue organizado por grupos políticos de la universidad enemigos suyos. Rodríguez Lozano pasó, en sus propias palabras, "de (ser) acusador a acusado" del robo, y fue encarcelado, lo que despertó manifestaciones inmediatas de solidaridad de intelectuales y amigos.
Sobre uno de los muros de la prisión en la que pasó cuatro meses (en los pasillos de la sala de visita familiar del "Palacio Negro" de Lecumberri), pintó en 1942 el mural La piedad en el desierto, que fue restaurado y trasladado al Museo del Palacio de Bellas Artes en 1966. Inspirado en La Piedad, de Miguel Ángel, incluye motivos de la iconografía católica. Elaborado al fresco y con técnica al temple (yema de huevo, pigmento y agua) y extraído con Strappo en una plancha de cal y yeso con un bastidor transportable de metal, su composición es triangular: una María indígena (que reemplaza aquí a la Madona italiana), los pómulos prominentes, símbolo del sistema capitalista, con actitud protectora; el hijo, que es el mismo pintor, se halla con los brazos abiertos, la cara reclinada; la figura estilizada tema del mural nace de una profunda reflexión espiritual inspirada por el cautiverio; la obra es una alegoría acerca de la injusticia social, sobre todo del pueblo mexicano, su miseria y su sufrimiento. La línea de horizonte aparece arriba, con un poco de cielo azul claro. El mural, que en la cárcel se convirtió en objeto de culto religioso (los reclusos oraban ante él como si fuese un retablo o un exvoto milagroso) es un ejemplo del muralismo que hace alusiones metafísicas de corte neoclásico.

### El muralEl holocausto
En 1945 pintó el mural El holocausto, y en 1948 fue invitado a presentar su trabajo en el Museo de la Orangerie, en la Plaza de la Concordia, en París. Siempre se mantuvo distanciado del grupo de muralistas promovidos oficialmente, y presentó varias exposiciones de manera independiente en su ciudad natal.

### Sus últimas obras
El pintor dejó de producir durante la década de 1950, debido "a la decadencia que veía en el arte, pero más que nada por la falta de reconocimiento hacia su persona", según Arturo López Rodríguez, curador de la exposición Manuel Rodríguez Lozano. Pensamiento y pintura. 1922-1958, con alrededor de 130 obras del pintor, presentadas en el Museo Nacional de Arte, en la Ciudad de México, en julio del 2011.

### Acervos con su obra en México
El Museo Nacional de Arte (Munal) tiene en su colección siete de las obras de este artista.

### Obra literaria
- Pensamiento y pintura, libro publicado en 1960.

## Sus discípulos
Se considera que fueron discípulos suyos: Abraham Ángel, Julio Castellanos, Ignacio Nieves Beltrán Nefero, Ángel Torres Jaramillo Tebo, Antonio Reynoso y Harold Winslow Allen.

## Sus biógrafos
La primera obra publicada acerca de la vida y obra de Manuel Rodríguez Lozano fue de la autoría de Berta Taracena, crítica de arte.

## Lista de su obra pictórica
Una lista no exhaustiva de su obra pictórica, ordenada cronológicamente, incluye:
- La ramera (1927), óleo sobre cartón;
- Santa Ana muerta con una figura (1933), óleo sobre tela;
- Desnudo femenino (1934), óleo sobre tela;
- La diosa del amor (1936), óleo sobre tela;
- Las musas (Las tres parcas) (1936), óleo sobre tela;
- Tres caballos (1940), óleo sobre tela;
- Autorretrato (1940), óleo sobre tela;
- La piedad en el desierto (1942), mural;
- Los amantes (1943), óleo sobre tela;
- El holocausto (1944), óleo sobre tela / mural;
- Fatigados (1942) óleo sobre tela